# Enrico Dandolo (1938)
| «Енріко Дандоло»                                                            | «Енріко Дандоло» | «Енріко Дандоло» |
| --------------------------------------------------------------------------- | --- | --- |
| Enrico Dandolo                                                              | | |
|                                                                             | | |
| Італійський підводний човен «Енріко Таццолі», однотипний з «Енріко Дандоло» | | |
| Верф                                                                        | CRDA, Монфальконе | CRDA, Монфальконе |
| Під прапором                                                                | Королівство Італія | Королівство Італія |
| Належність                                                                  | Королівські військово-морські сили Італії | Королівські військово-морські сили Італії |
| Порт приписки                                                               | Неаполь BETASOM Калабрія Кастелламмаре-ді-Стабія | Неаполь BETASOM Калабрія Кастелламмаре-ді-Стабія |
| На честь                                                                    | Енріко Дандоло | Енріко Дандоло |
| Закладений                                                                  | 14 червня 1937 | 14 червня 1937 |
| Спуск на воду                                                               | 20 листопада 1937 | 20 листопада 1937 |
| Введений до складу флоту                                                    | 25 березня 1938 | 25 березня 1938 |
| На службі                                                                   | 1938—1949 | 1938—1949 |
| Сучасний статус                                                             | у 1944 році переданий флоту США; після війни повернутий та 1949 році списаний на брухт | у 1944 році переданий флоту США; після війни повернутий та 1949 році списаний на брухт |
| Бойовий досвід                                                              | Друга світова війна Битва за Атлантику Середземномор'я | Друга світова війна Битва за Атлантику Середземномор'я |
| Проєкт                                                                      | | |
| Тип ПЧ                                                                      | дизель-електричний крейсерський підводний човен | дизель-електричний крейсерський підводний човен |
| Основні характеристики                                                      | | |
| Швидкість (надводна)                                                        | 17,4 вузлів (32,2 км/год) | 17,4 вузлів (32,2 км/год) |
| Швидкість (підводна)                                                        | 8 вузлів (15 км/год) | 8 вузлів (15 км/год) |
| Робоча глибина занурення                                                    | 100 м | 100 м |
| Дальність плавання                                                          | 7500 миль (13900 км) на швидкості 9,4 вузлів у надводному положенні 2500 миль (4600 км) на швидкості 17 вузлів у надводному положенні 120 миль (220 км) на швидкості 3 вузли (5,6 км/год) у підводному положенні | 7500 миль (13900 км) на швидкості 9,4 вузлів у надводному положенні 2500 миль (4600 км) на швидкості 17 вузлів у надводному положенні 120 миль (220 км) на швидкості 3 вузли (5,6 км/год) у підводному положенні |
| Екіпаж                                                                      | 58 офіцерів та матросів | 58 офіцерів та матросів |
| Розміри                                                                     | | |
| Довжина найбільша (по КВЛ)                                                  | 73 м | 73 м |
| Ширина корпусу найб.                                                        | 7,19 м | 7,19 м |
| Висота                                                                      | 5,1 м | 5,1 м |
| Середня осадка (по КВЛ)                                                     | 4,7 м | 4,7 м |
| Водотоннажність надводна                                                    | 1060 тонн | 1060 тонн |
| Силова установка                                                            | | |
| Дизель-електрична: 2 × дизельних двигуни CRDA 2 × електродвигуни CRDA       | | |
| Гвинти                                                                      | 2 | 2 |
| Потужність                                                                  | 2 × 1800 к.с. (дизелі) 2 × 550 к.с. (електродвигуни) | 2 × 1800 к.с. (дизелі) 2 × 550 к.с. (електродвигуни) |
| Озброєння                                                                   | | |
| Артилерія                                                                   | 2 × 100-мм гармати OTO Mod. 1928 | 2 × 100-мм гармати OTO Mod. 1928 |
| Торпедно- мінне озброєння                                                   | 8 × 533-мм торпедних апаратів 16 торпед | 8 × 533-мм торпедних апаратів 16 торпед |
| ППО                                                                         | 4 × 13,2-мм зенітних кулемети Breda Model 1931 | 4 × 13,2-мм зенітних кулемети Breda Model 1931 |

«Енріко Дандоло» (італ. Enrico Dandolo) — військовий корабель, дизель-електричний крейсерський підводний човен типу «Марчелло» Королівських ВМС Італії за часів Другої світової війни. «Енріко Дандоло» був закладений 14 червня 1937 року на верфі компанії CRDA у Монфальконе. 20 листопада 1937 року він був спущений на воду, а 25 березня 1938 року увійшов до складу Королівських ВМС Італії. Призначений до XXI ескадри разом із «Лоренцо Марчелло» та «Андреа Прована», човен базувався в Неаполі. Цей човен був одним з човнів, що найінтенсивнішим чином експлуатувався в італійському підводному флоті: 322 дні в морі, 44 486 миль пройдено на поверхні та 5 290 миль під водою, загалом здійснено 39 патрулів.

## Історія служби
У вересні 1940 року до французького Бордо на базу BETASOM почали прибувати італійські підводні човни, яких незабаром стало 27, котрі незабаром приєдналися до німецьких підводних човнів у полюванні на судноплавство союзників; поступово їхнє число збільшиться до 32. Вони зробили вагомий внесок у битву за Атлантику, попри те, що командувач підводного флоту ВМС Німеччини адмірал Карл Деніц відгукнувся про італійських підводників: «недостатньо дисципліновані» і «не в змозі залишатися спокійним перед лицем ворога».
На початку жовтня 1940 року перші чотири італійські підводні човни вийшли з Бордо для участі в спільній операції з німецькими підводними човнами. «Дандоло», «Алессандро Маласпіна», «Отаріа» і «Агостіно Барбаріго» приєдналися до 11 німецьких підводних човнів, що діяли проти кількох британських конвоїв. Інші патрулі за участю більшої кількості італійських підводних човнів відбувалися до початку грудня. Загалом 42 німецькі підводні човни та 8 італійських потопили 74 судна. Для порівняння, німці потопили сумарно суден на загальну водотоннажність 310 565 тонн, у той час як італійці — 25 600 тонн. З'явилися деякі взаємні звинувачення, незважаючи на те, що італійці втратили два підводні човни, «Фаа де Бруно» і «Капітано Тарантіні», з усіма членами екіпажу на борту. Під час цього патрулювання «Дандоло» зробив єдине спостереження 22 числа і повернувся на базу 15 листопада, не провівши жодної атаки.
З 15 по 18 липня 1942 року «Енріко Дандоло» патрулював біля сицилійського узбережжя, де 16 числа атакував і серйозно пошкодив британський легкий крейсер «Клеопатра» водотоннажністю 5450 тонн. Наступного дня він був атакований ворожими літаками, і дві бомби застрягли у зовнішньому корпусі, не вибухнувши. Після нападу човен дістався Кротоне (Калабрія), а потім Таранто.

### Після війни
28 жовтня 1945 року човен вийшов з Гібралтара до Таранто разом з італійськими човнами «Джованні да Прочіда», «Онісе», «Атропо», «Тіто Спері», «Вортіч» і «Мареа» в американського корабля супроводження «Чейн». Біля Таранто групу італійських ПЧ зустрічали міноносці «Лібра», «Арієте» та «Кассіопея».